# Antytoksyna

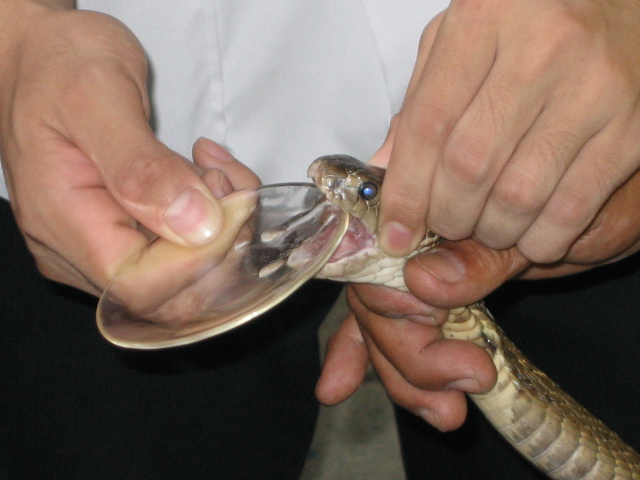
Uzyskiwanie jadu węża do produkcji antytoksyny

Antytoksyna (pot. surowica) – preparat leczniczy zawierający swoiste przeciwciała skierowane przeciwko egzotoksynom wytwarzanym przez niektóre drobnoustroje (np. laseczkę tężca czy maczugowca błonicy) lub zawartym w jadach węży.
Po raz pierwszy, w roku 1890, Emil Adolf von Behring i Shibasaburō Kitasato wykazali, że antytoksyna błonicza neutralizuje działanie egzotoksyny i że to działanie daje się przenosić na osobniki, które wcześniej nie uzyskały takiej odporności. Za to odkrycie Behring otrzymał w roku 1901 Nagrodę Nobla w dziedzinie fizjologii i medycyny.
Jeżeli gatunek drobnoustroju nie został zidentyfikowany, podawana jest antytoksyna poliwalentna. Odpowiednie antytoksyny stosuje się m.in. w przypadku podejrzenia zatrucia toksyną dowolnego mikroorganizmu, np. w przypadku podejrzenia zatrucia jadem kiełbasianym (toksyną botulinową), toksyną tężcową, toksyną błoniczą.
Dostępne antytoksyny według Urzędowego Wykazu Produktów Leczniczych to:
- antytoksyna jadu żmij
- antytoksyna botulinowa A, B, E.